# يمامة السلحفاة الموريشيوسية
يمامة السلحفاة الموريشيوسية (الاسم العلمي: Nesoenas cicur)، هي نوع حمام منقرض من جنس الحمام الجزيري الذي كان مستوطنًا في موريشيوس. النموذج النوعي هو رصغ مشطي صحيح جُمع في عام 2008 في جنوب شرق موريشيوس.